# Kreis Rostock-Land
De Kreis Rostock-Land was een Kreis in de Bezirk Rostock in de Duitse Democratische Republiek.

## Geschiedenis
De Kreis Rostock-Land ontstond na de herindeling op 25 juli 1952, waarbij de voormalige Landkreis Rostock in Mecklenburg werd opgedeeld in Rostock-Land, Bad Doberan, Ribnitz-Damgarten en Teterow. In 1960 werden de gemeenten Hinrichsdorf en Nienhagen overgeheveld naar de Stadtkreis Rostock; Jürgeshof volgde in 1978. Na de hereniging van Duitsland werd het gebied opgenomen in de nieuwe gevormde deelstaat Mecklenburg-Voor-Pommeren.
Op 12 juni 1994 werd de Kreis, sinds 17 mei 1990 met Landkreis aangeduid, opgeheven en vormde tot aan de herindeling van 2011 samen met Altkreis Bad Doberan en het noordelijke deel van de opgeheven Landkreis Bützow de Landkreis Bad Doberan.

## Steden en gemeenten
De Landkreis Rostock had op 3 oktober 1990 41 gemeenten, waaronder één stad:
| - Bentwisch - Blankenhagen - Broderstorf - Cammin - Damm - Dummerstorf - Elmenhorst/Lichtenhagen - Gelbensande - Gnewitz - Graal-Müritz - Grammow - Groß Lüsewitz - Gubkow - Kavelstorf | - Kessin - Klein Kussewitz - Kowalz - Kritzmow - Lambrechtshagen - Lieblingshof - Mandelshagen - Mönchhagen - Niekrenz - Nustrow - Papendorf - Pölchow - Poppendorf - Prisannewitz | - Reppelin - Roggentin - Rövershagen - Sanitz - Selpin - Stäbelow - Steinfeld - Stubbendorf - Tessin, stad - Thelkow - Thulendorf - Zarnewanz - Ziesendorf |

Bad Doberan · Bergen (tot 1955) · Greifswald · Greifswald (stadsdistrict) · Grevesmühlen · Grimmen · Putbus (tot 1955) · Ribnitz-Damgarten · Rostock-Land · Rostock (stadsdistrict) · Rügen (vanaf 1956) · Stralsund · Stralsund (stadsdistrict) · Wismar · Wismar (stadsdistrict) · Wolgast